# هارولد ر. باركس
هارولد ر. باركس (بالإنجليزية: Harold R. Parks)‏ هو رياضياتي أمريكي، ولد في 22 مايو 1949.